# Panelus
Panelus är ett släkte av skalbaggar. Panelus ingår i familjen bladhorningar.

## Dottertaxa tillPanelus, i alfabetisk ordning[1]
- Panelus assamensis
- Panelus bakeri
- Panelus besucheti
- Panelus borneensis
- Panelus brendelli
- Panelus ceylonicus
- Panelus crenatus
- Panelus danumensis
- Panelus deuvei
- Panelus fallax
- Panelus imitator
- Panelus jaccoudi
- Panelus kalimantanicus
- Panelus keralai
- Panelus kubotai
- Panelus maedai
- Panelus manasi
- Panelus mendeli
- Panelus mussardi
- Panelus orousseti
- Panelus ovatus
- Panelus parvulus
- Panelus pernitidus
- Panelus puncticollis
- Panelus quadridentatus
- Panelus rhodesiensis
- Panelus rufulus
- Panelus sabahi
- Panelus setosus
- Panelus tonkinensis
- Panelus watanabei